# Kerülő megoldás
A kerülő megoldás, megkerülő megoldás vagy kerülő módszer, elterjedt angol megnevezéssel workaround a(z informatikai) rendszer egy ismert problémáját (bugot, biztonsági rést stb.) áthidaló technika. A kerülő módszert általában csak a probléma időleges javításának tekintik, amiből következik, hogy a probléma teljesebb megoldása még várat magára. Gyakran a workaroundok ugyanolyan kreatív technikák, mint a valódi megoldások, a rendszer keretein kívül kell gondolkodni megalkotásukhoz.
A kerülő módszerek általában törékenyek, abban az értelemben hogy az eredeti célon túl másra nem nagyon használhatók. A kerülő módszer bevezetésekor fontos megjelölni azt, mint később végleges megoldásra cserélendő elemet. Ha ez elmarad, az később a rendszer hibájához vezethet. Például a programozásban gyakran kerülő megoldásokat alkalmaznak egy programkönyvtár hibájának (pl. hibás visszatérési érték) kezelésére. Ha a programkönyvtárat frissítik, a kerülő megoldás a program hibás működéséhez vezethet, mivel a programkönyvtár régebbi, hibás viselkedésére épít.

## Fordítás
- Ez a szócikk részben vagy egészben a Workaround című angol Wikipédia-szócikk ezen változatának fordításán alapul.  Az eredeti cikk szerkesztőit annak laptörténete sorolja fel. Ez a jelzés csupán a megfogalmazás eredetét és a szerzői jogokat jelzi, nem szolgál a cikkben szereplő információk forrásmegjelöléseként.